# Nils Aastrup
Nils Gustaf Emil Aastrup (i riksdagen kallad Aastrup i Stockholm), född 2 oktober 1900 i Kungsholms församling i Stockholm, död 29 november 1986 i Oscars församling i Stockholm, var en svensk ingenjör, företagare och folkpartistisk politiker.
Efter studentexamen 1923 och ingenjörsexamen 1935 anställdes Nils Aastrup av AB Bröderne Herrmann 1917 och blev direktör där 1946. Han var tillförordnat finansborgarråd 1950 och tillförordnad spårvägsdirektör 1953. Han tillhörde stadsfullmäktige 1946–1953, var ledamot av Stockholms stadskollegium 1949–1953, styrelseledamot i AB Stockholms Spårvägar 1949–1954 och ledamot av allmänna pensionsberedningen 1956.
Aastrup var riksdagsledamot 1954–1959 i första kammaren för Stockholms stads valkrets. I riksdagen var han bland annat vice ordförande i utrikesutskottet 1959 samt suppleant i statsutskottet 1954–1959. År 1959 var han ordförande för Folkpartiets förstakammargrupp. I riksdagen ägnade han sig främst åt sociala frågor och skatte- och företagsfrågor. Aastrup var även morfar till bankmannen Michael Wolf, tidigare verkställande direktör för Swedbank.